# Rare Cuts (EP)
Rare Cuts – minialbum grupy Bullet for My Valentine wydany tylko na terenie Japonii. Płyta zawiera wszystkie utwory bonusowe pochodzące z wydanej na terenie USA reedycji albumu The Poison oraz cover piosenki „Domination” zespołu Pantera, który wcześniej umieszczony został na singlu „Tears Don’t Fall”. Płyta DVD zawiera cały materiał filmowy nagrany podczas koncertu grupy w Tokio oraz teledysk do utworu „Tears Don’t Fall”. Album nie zyskał dużej popularności, głównie z powodu tego, że uważano go za fake'a lub bootlega. Mogło być to spowodowane tym, że płyta nie została uwzględniona w oficjalnej dyskografii zespołu.

## Lista utworów
1. „My Fist Your Mouth Her Scars” - 3:53
2. „Seven Days” - 3:26
3. „Domination” (cover Pantery) - 5:04
4. „Welcome Home (Sanitarium)” (cover Metalliki) - 6:17
5. „Tears Don’t Fall” (wersja akustyczna) - 4:37

## Bonus DVD
1. „4 Words (To Choke Upon)” (Live at Club Quattro, Shibuya, Tokyo, Japan)
2. „Suffocating Under Words of Sorrow (What Can I Do)” (Live at Club Quattro, Shibuya, Tokyo, Japan)
3. „Cries In Vain” (Live at Club Quattro, Shibuya, Tokyo, Japan)
4. „Tears Don’t Fall” (video)

## Twórcy
- Matthew „Matt” Tuck – śpiew, gitara
- Michael „Padge” Paget – gitara; śpiew towarzyszący
- Jason „Jay” James – gitara basowa; śpiew towarzyszący
- Michael „Moose” Thomas – perkusja
- Wszystkie utwory zostały napisane oraz skomponowane przez Bullet for My Valentine.
- Album wyprodukowany i zmiksowany przy współpracy z Colinem Richardsonem.